# Siliquamomum oreodoxa
Siliquamomum oreodoxa ist eine Pflanzenart aus der Gattung Siliquamomum  innerhalb der Familie der Ingwergewächse (Zingiberaceae). Sie kommt im südlichen Vietnam vor.

## Beschreibung

### Vegetative Merkmale
Siliquamomum oreodoxa wächst als ausdauernde, krautige Pflanze, die Wuchshöhen von bis zu 0,9 Metern erreichen kann. Die mehr oder weniger unterirdischen, cremeweißen und verzweigten Rhizome sind etwa 0,8 bis 1,2 Zentimeter dick und außen mit Schuppen bedeckt. Sie verströmen einen leichten, wohlriechenden Geruch. Die papierartigen braunen Schuppen sind bei einer Länge von etwa 1 bis 2 Zentimetern dreieckig geformt. Das Rhizom ist zwischen den einzelnen Stängeln bzw. „Pseudostämmen“ etwa 3 bis 5 Zentimeter lang. Von jedem Rhizom gehen mehrere, einen lockeren Horst bildende Sprossachsen ab welche bis in eine Höhe von 15 bis 30 Zentimeter über den Boden keine Blätter aufweisen. An der Basis haben die Stängel drei bis fünf gelblich grüne bis dunkel braungrüne, unbehaarte Blattscheiden mit dunkelbraunen Rändern. Die dunkelbraunen, papierartigen und leicht vergänglichen, kahlen Blatthäutchen werden etwa 0,2 bis 0,3 Zentimeter lang; ihr oberes Ende ist zweifach gelappt.
Jeder Stängel besitzt 9 bis 13 Laubblätter. Diese sind in Blattstiel und Blattspreite gegliedert. Der grüne Blattstiel ist unbehaart und wird 1 bis 2 Zentimeter lang. Die einfache Blattspreite ist bei einer Länge von 9,5 bis 18 Zentimetern sowie einer Breite von 2,5 bis 4,5 Zentimetern elliptisch bis annähernd eiförmig mit keilförmiger Blattbasis und zugespitztem oberen Ende. Die glänzende Blattoberseite ist dunkelgrün während die Blattunterseite etwas heller gefärbt ist. Die Blattränder sind ganzrandig.

### Generative Merkmale
Die Blütezeit von Siliquamomum oreodoxa umfasst die Monate Juni und Juli. Endständig, auf einem bis zu 9 Zentimeter langen und circa 0,2 Zentimeter dicken, hellgrünen und unbehaarten sowie von den Blattscheiden umschlossenen Blütenstandsschaft befindet sich ein schlaff hängender, thyrsusartiger Blütenstand, in dem die 8 bis 25 Blüten dicht zusammen stehen. Die hellgrünen und außen kahlen Tragblätter an der Basis des Blütenstandes sind bei einer Länge von 4,5 bis 7 Zentimetern sowie einer Breite von 1,8 bis 2,5 Zentimetern bootförmig mit gelegentlich verbreiterten oberen Ende. Sie fallen bereits nach kurzer Zeit ab und hinterlassen halbkreisförmige Narben am Blütenstandsschaft. Die annähernd eiförmigen bis elliptischen Tragblätter der fertilen Blüten sind im unteren Blütenstandsbereich bis zu 2,5 bis 3 Zentimeter lang und 0,6 bis 0,8 Zentimeter breit während sie im oberen Blütenstandsbereich bei einer Länge von 0,1 bis 0,8 Zentimetern sowie einer Breite von 0,1 bis 0,15 Zentimetern stumpf dreieckig geformt sind. Alle Tragblätter der fertilen Blüten sind weißlich grün bis papierbraun gefärbt. Deckblätter fehlen.
Die zwittrigen, rund 5,5 Zentimeter langen Blüten sind zygomorph und dreizählig mit doppelten, weißen Perianth und stehen an einem 0,3 bis 0,6 Zentimeter langen und rund 0,1 Zentimeter dicken, hellgrünen und kahlen Blütenstiel. Die drei durchscheinenden, weißen und an den Rändern gelegentlich hell rosarot getönten, papierartigen Kelchblätter sind röhrenförmig miteinander verwachsen und sind mit einer Länge von 1,8 bis 2,5 Zentimeter sowie einer Breite von 0,6 bis 0,7 Zentimeter etwas länger als die Kronröhre. Auf einer Seite ist die Kelchröhre etwa 0,9 bis 1,1 Zentimeter tief gespalten. Sie sind dreifach gezähnt, wobei die sich später braun verfärbenden Kelchzähne 0,3 bis 0,5 Zentimeter lang und an ihrer Basis rund 0,4 Zentimeter breit sind und haben eine unbehaarte Außenseite sowie eine spitz zulaufende Spitze. Die drei weißen Kronblätter sind zu einer 1,9 bis 2,1 Zentimeter langen und mit Ausnahme der spärlich behaarten Spitze kahlen Kronröhre verwachsen. Es sind drei durchscheinend weiße und unbehaarte Kronlappen vorhanden. Der mittlere Kronlappen ist bei einer Länge von 2,2 bis 2,7 Zentimetern sowie einer Breite von 0,8 bis 1 Zentimeter elliptisch-länglich geformt. Die beiden seitlichen Kronlappen sind bei einer Länge von 2 bis 2,4 Zentimetern sowie einer Breite von 0,6 bis 0,8 Zentimetern etwas schmäler und sind länglich bis verkehrt-eiförmig-länglich geformt. Nur das mittlere der 1,5 bis 2 Zentimeter langen Staubblätter des inneren Kreises ist fertil. Das fertile Staubblatt besitzt einen 0,6 bis 0,8 Zentimeter langen und 0,2 bis 0,25 Zentimeter breiten, an der Basis spärlich behaarten, weißen Staubfaden. Die weißen bis hell cremefarbenen Staubbeutels sind 0,9 bis 1,2 Zentimeter lang sowie 0,3 bis 0,35 Zentimeter breit. Die Staminodien des inneren Kreises sind zu einem Labellum mit stumpfen oder ausgerandeten oberen Ende verwachsen. Das 2,2 bis 2,6 Zentimeter lange und 1,8 bis 2 Zentimeter breite Labellum ist weiß mit einem dunkelgrünen Fleck in der Mitte, welcher von gelben Rändern begrenzt wird; es ist in der Mitte der Oberseite mit etwa 1 Zentimeter langen weißen Haaren besetzt. Die seitlichen, weißen Staminodien sind bei einer Länge von 1,9 bis 2,1 Zentimetern sowie einer Breite von 1,1 bis 1,3 Zentimetern länglich-verkehrt-eiförmig mit abgerundeter Spitze geformt und sind in ihren unteren Drittel mit dem Labellum verwachsen. Drei Fruchtblätter sind zu einem dreikammerigen, hell gelbgrünen, unbehaarten und bei einer Länge von 1,2 bis 1,4 Zentimetern sowie einem Durchmesser von etwa 0,12 bis 0,2 Zentimetern annähernd zylindrischen Fruchtknoten verwachsen. Der 3,3 bis 3,6 Zentimeter lange, weiße Griffel ist unbehaart und endet in einer etwa 0,12 Zentimeter langen, keulenförmigen Narbe mit bewimperter Spitze.
Über die Früchte ist nichts bekannt.

## Vorkommen
Das natürliche Verbreitungsgebiet von Siliquamomum oreodoxa liegt im südlichen Vietnam. Es umfasst, soweit bisher bekannt, den in der Provinz Lâm Đồng gelegenen Nationalpark Bidoup-Nui Ba sowie das in der Provinz Khánh Hòa gelegene Hon Ba Nature Reserve. Die Art gedeiht in Höhenlagen von 1500 bis 1800 Metern wo sie im feuchten und schattigen Unterholz in Nadel- und Mischwäldern wächst.

## Taxonomie
Die Erstbeschreibung als Siliquamomum oreodoxa erfolgte 2010 durch Ngoc-Sam Lý und Jana Leong-Škorničková in Garden´s Bulletin Singapore, Band 61, Nummer 2, Seite 359. Das Artepitheton oreodoxa setzt sich aus dem griechischen oreo, was so viel wie den Bergen verbunden oder die Berge betreffend bedeutet, und doxa für Ruhm oder Pracht zusammen und verweist laut den Erstautoren auf das Vorkommen der schönen Art in den Bergen.

## Gefährdung und Schutz
Siliquamomum oreodoxa wird in der Roten Liste der IUCN seit 2011 als „stark gefährdet“ geführt. Als Hauptgefährdungsgrund wird die Zerstörung des Lebensraumes durch Umwidmung in Ackerland und zum Straßenbau genannt.